# Фаатьяро, Стефан
Стефан Фаатаьяро (фр. Stephane Faatiarau; род. 13 марта 1990, Таити, Французская Полинезия) — таитянский футболист, защитник клуба «Сентрал Спорт». С 2011 года игрок национальной сборной Таити.

## Клубная карьера
Взрослую карьеру начал в таитянском клубе «Тефана». С июля 2015 года выступает за столичный «Сентрал Спорт».

## Карьера в сборной
В 2009 году в составе сборной Таити, собранной из игроков не старше 20 лет, принял участие в двух матчах финального турнира молодёжного Чемпионата мира 2009, который проходил в Египте.
Дебют игрока за национальную сборную Таити состоялся 26 сентября 2010 года в товарищеском матче против сборной Гваделупы. Первый международный гол забил 5 сентября 2011 года в матче против Кирибати.
В 2013 году принимал участие в матчах квалификационного турнира ОФК Чемпионата мира, а также в игре против сборной Нигерии в рамках финального турнира Кубка конфедераций 2013.